# 1001
Năm 1001 là một năm trong lịch Julius.

## Mất
- Đinh Phế Đế, tên húy Đinh Toàn,vị vua cuối cùng của triều Đinh, lên ngôi khi mới 5 tuổi. Trị vì đất nước được 1 năm thì nhường ngôi cho vua Lê Đại Hành. Hy sinh ngoài chiến trận năm 27 tuổi.